# Rodolf Llopis Ferrándiz
Rodolf Llopis Ferrándiz (Callosa d'en Sarrià, Marina Baixa, 27 de febrer de 1895 - Albi, Llenguadoc, 1984) fou un polític i pedagog socialista valencià.

## Biografia
Estudià magisteri, i exercí a l'Escuela Normal de Conca (1919). Aquesta tasca la compaginà amb la difusió d'obres pedagògiques, que traduí a l'espanyol. El 1917 s'afilià al Partit Socialista Obrer Espanyol (PSOE) i a la Unió General de Treballadors (UGT) dinamitzà la Federación Española de Trabajadores de la Enseñanza.
Durant el primer govern de la Segona República Espanyola fou director general d'ensenyament primari (1931-3), càrrec des d'on impulsà una escola moderna i progressista. Fou diputat a les Corts de Madrid durant les tres legislatures republicanes. Durant la guerra civil espanyola, participà en el govern de Francisco Largo Caballero, com a sotssecretari de la Presidència del Govern. Va ser contrari al Govern de Juan Negrín i va denunciar l'acaparament de poder pel PCE. Es va exiliar en França després de la guerra i el 1947 va ser escollit President del Govern de la República espanyola en l'exili. Al Congrés del PSOE en l'exterior el 1944 va ser escollit Secretari General. Va ser també president de la UGT en l'exili, mantenint la seva infraestructura. El 3 de juny de 1951 va ser signant de l'Acta de Frankfurt en virtut de la qual es creava de nou la Internacional Socialista.
Dins del PSOE va mantenir la tesi de la defensa de l'organització exterior enfront dels nous dirigents de l'interior que pugnaven per combatre la dictadura des d'Espanya. Aquests últims, al costat d'un sector de l'exili, defensaven una renovació del partit que implicava desplaçar a la direcció llopista, tesi que acabarien triomfant al Congrés de la UGT de 1971 i en el Congrés de Suresnes del PSOE celebrat a l'octubre de 1974. Llopis no acceptaria ser president del partit com li oferien els renovadors -pretenia seguir com a secretari general-, provocant una ruptura que escindeix el partit en dos: el PSOE-històric llopista i el PSOE Renovat, que tindrà una direcció col·legiada a l'interior (Nicolás Redondo, Pablo Castellano i Felipe González, entre altres).
Ambdues fraccions rivalitzarien per la legitimitat en l'ús de les sigles del partit, en un conflicte que dirimiria la Internacional Socialista al gener de 1974 en decantar-se pel PSOE Renovat.

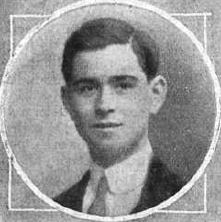
Rodolfo Llopis el 1913

El primer Congrés del PSOE-històric (desembre de 1972) mantindria Llopis en la secretaria general, que el 1974 cedí a Víctor Salazar.
El 1976 va tornar a Espanya, presidint el Congrés del partit. A les eleccions generals espanyoles de 1977 es va presentar com a candidat al Senat per la circumscripció d'Alacant, en les llistes de l'Aliança Socialista Democràtica, sense èxit. Va tornar a França, on va morir el 1983.
El PSOE-històric es transformà el 1982 en Partido Socialista (PS) i més tard en el Partido de Acción Socialista (Pasoc), del que ocupà la presidència d'honor.

## Obres
- Cómo se forja un pueblo: la Rusia que yo he visto (1929)
- El desarme moral (1931)
- La revolución en la escuela (1933)
- Hacia una escuela más humana (1934)
- Octubre del 34, Etapas del socialismo español, 1879-1936 (1936, en col·laboració amb Ramos Oliveira i C.Hernández)
- España espera su hora (1958).